# Akoestische reflectiedemper

De werking van reflectiedemper: de ingaande golf (blauw) reflecteert op de achterwand en loopt terug (rood). De teruglopende golf interfereert met de inkomende golf. De resulterende staande golf (groen) is op een kwart van de golflengte van de achterwand altijd nul. De uitlaat van de demper is daarom op deze afstand geplaatst.

Een akoestische reflectiedemper is een geluiddemper die werkt volgens het principe van interferentie van  twee geluidsgolven met dezelfde frequentie. De interferentie  leidt tot een staande golf met een daling van de geluidsdruk op bepaalde plaatsen, de zogenaamde knopen.
Deze dempers heten ook wel kwartlambda-dempers omdat de uitdoving plaatsvindt op een kwart van de golflengte van de geluidsgolf.
In de animatie van de werking van een reflectiedemper is te zien dat de inkomende geluidsgolf (blauw) wordt gereflecteerd (rood), en terugloopt vanaf de achterwand. De optelsom van deze golven vormt een staande golf (groen). Op een kwart-golflengte afstand van de achterwand treedt uitdoving door interferentie op, dus als op dat punt de opening van de uitlaat wordt gemaakt treedt daar in principe geen geluid naar buiten. De knopen ontstaan overigens ook op 3/4 lambda, 5/4 lambda, etc. Demping treedt dus ook op voor de betreffende boventonen in het geluid.
Doordat de reflectiedemper alleen werkt op specifieke, bij het ontwerp vastgelegde frequenties, is deze in het bijzonder geschikt voor systemen die een weinig variabel geluidsprofiel produceren zoals scheepsmotoren en ventilatoren. Geluiden met variabele frequenties hebben meer effect van een absorptiedemper.
Overigens wordt het principe van uitdoving door interferentie niet alleen toegepast voor geluidsdemping maar ook voor de beïnvloeding van andere natuurkundige golfverschijnselen zoals licht, elektromagnetische golven, mechanische trillingen, of golven in vloeistofoppervlakken.